# Józef Wieniawski
Józef Wieniawski (Lublin, 23 mei 1837 – Brussel, 11 november 1912) was een Pools componist, pianist en muziekpedagoog. Hij was de jongere broer van de beroemde violist Henryk Wieniawski. Samen met zijn broer maakte hij lange concertreizen door Rusland, Polen, Nederland, Frankrijk, Engeland en Duitsland. Hun roem kwam vooral door een duet voor viool en piano geschreven door hun oom, de beroemde pianist en componist Eduard Wolff, een vriend van Chopin. Het was de tijd waarin virtuoze uitvoeringen van opera-aria's een trend was, vooral in de salons van Parijs.

## Biografie
Wieniawski studeerde aan het conservatorium te Parijs bij Pierre Zimmermann en zijn leerlingen Antoine Marmontel en Charles-Valentin Alkan. In 1853 volgde hij lessen bij Franz Liszt te Weimar. Van 1856 tot 1859 studeerde hij compositie bij Adolf Marx aan het Stern Instituut te Berlijn. Wieniawski werd leraar aan het conservatorium te Parijs in 1860 en gaf in veel Europese hoofdsteden recitals. In 1866 vestigde hij zich in Moskou en ging lesgeven op het conservatorium daar. In 1869 richtte hij zijn eigen muziekschool op en werd in 1875 benoemd tot directeur van de Muziekvereniging Warschau.
Wieniawski stond vooral bekend als onvermoeibaar voorvechter van de muziek van de nationalistische Poolse componist Stanislaw Moniuszko. Ten slotte verhuisde hij naar Brussel waar hij actief was als kamermusicus en begeleider. Hij speelde een prominente rol in het muziekleven van de stad Brussel en werd hoofdleraar piano aan het Conservatorium aldaar. Hij stierf in 1912 en werd begraven in Elsene.

## Muziek

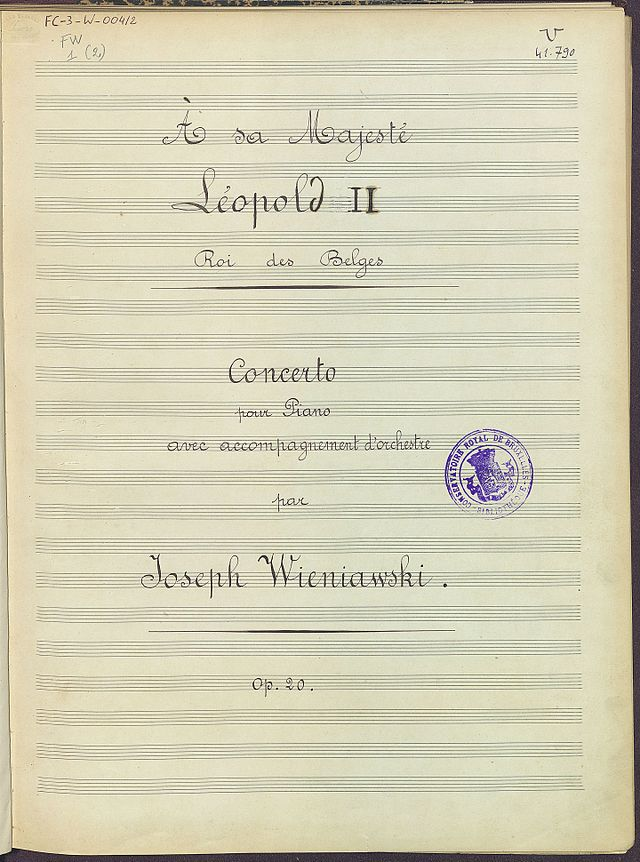
Titelpagina Pianoconcert

Wieniawski schreef hoofdzakelijk voor piano. Zijn composities zijn begrijpelijkerwijs middelen om zijn virtuositeit in de concertzaal en salon te demonstreren. Ze omvatten polonaises, walsen, mazurka's en concertetudes, maar ook een Fantasie en Fuga, twee pianosonates en een Duo Polonaise. Verder schreef hij wat kamermuziek zoals een strijkkwartet, pianotrio en een cellosonate. Voor orkest schreef hij een Suite Romantique, de Ouverture Guillaume le Taciturne, een Rêverie Op. 45 en het Pianoconcert in G-mineur Op 20, geschreven omstreeks 1858, uitgegeven in Warschau in 1860, en opgedragen aan Leopold II, koning der Belgen.
Geheel in de traditie van de pianoconcerten van Chopin en Liszt, besteedt Wieniawski's weinig aandacht aan de rol van het orkest. Als het orkest speelt is het slechts om de solist wat rust te gunnen. Vrij snel na de introductie van het orkest begint de piano al met zijn eerste cadens. De muziek is doorspekt met instructies als 'risoluto', 'furioso' en 'grandioso', wat het Sturm und Drang-karakter van de muziek benadrukt. De piano speelt het grootste deel van de tijd, er is weinig afleiding door het orkest. Het pianoconcert heeft de Poolse bravoure van Chopin en de charme en eenvoud van Schumann. De virtuoze passages in het werk tonen aan dat Wieniawski een virtuoos pianist moet zijn geweest.

## Werken
- Op.1 - 2 Idylles:

Épangement (Es-majeur)
La Barque (A-majeur)
- Op.2 - Allegro de Sonate voor viool en piano (G-mineur; 1848?, In samenwerking met zijn broer Henryk Wieniawski)
- Op.3 - Valse de concert No.1 (Des-majeur)
- Op.4 - Tarantelle No.1 (E-mineur)
- Op.5 - Grand Duo Polonaise in E-mineur voor viool en piano (1852, in samenwerking met zijn broer Henryk (Op.8))
- Op.6 - Fantasia on Themes from 'La sonnambula' (Fantaisie et Variations de Concert sur des Motifs de 'La Somnambula' de Bellini)(Des-majeur)
- Op.7 - Valse de salon (F-majeur)
- Op.8 - Pensée fugitive (Des-majeur)

Twee Morceaux de concert:
- Op.9 - Barcarolle-Caprice (B-mineur)
- Op.10 - Romance-Etude (A-mineur)
- Op.11 - Polka brillante (D-majeur)
- Op.12 - Souvenir de Lublin, Romance varié (Ges-majeur)
- Op.13 - Polonaise nr. 1 (C-majeur)
- Op.14 - 8 Romances sans paroles (twee delen)
- Op.15 - Rondeau (G-mineur)
- Op.16 - Modlitwa (Modlitwa do Najświętszej Maryi Panny Ostrobramskiej; As-majeur) voor zang en piano (orgel), tekst door onbekende auteur (1860)

Latijnse versie: 'Ave Maria'; Duitse versie: 'Gebet'; Franse versie: 'Prière'
- Op.17 – Liederen:

Pieśń wiosenna (lentelied), tekst door R. Zmorski
Pieśń jesienna (herfstlied), tekst door A.Z. Wicherski
- Op.18 - Souvenir d'une valse (F-mineur)
- Op.19 - Impromptu nr. 1 (B-majeur)
- Op.20 - Pianoconcert (G-mineur; ca. 1858)
- Op.21 - Polonaise No.2 (As-majeur)
- Op.22 - Pianosonate (B-mineur)
- Op.23 - 8 Mazurkas (twee delen)
- Op.24 - Vioolsonate (D-mineur)
- Op.25 - Fantaisie et Fuge (Bes-mineur)
- Op.26 - Cellosonate (E-majeur)
- Op.27 - Polonaise No.3 (Gis-mineur)
- Op.28 - Ouverture in E groot voor orkest (waarschijnlijk 1862)
- Op.28 - Sur l'Océan, Contemplation (B-majeur)
- Op.29 - Barcarolle (Bes-majeur)
- Op.30 - Valse de concert nr. 2 (E-groot)
- Op.31 - Ballade (Es-mineur)
- Op.32 - Strijkkwartet (A-mineur; uitgegeven in 1882)
- Op.33 - Etude de concert No.1 (G-majeur)
- Op.34 - Impromptu nr. 2 (F-majeur)
- Op.35 - Tarantelle No.2 (A-mineur)
- Op.36 - Etude de concert No.2 (A-majeur)
- Op.37 - Nocturne (E-mineur)
- Op.38 - 4 Gesänge (uitgegeven in 1883)

Entzückung: „Wenn ich weile bei dir“ (H. Cazalis) / Zachwycenie / Extase - 1887
Er liebte mich so sehr: „Nein, ich liebte ihn nicht“ (E. de Girardin)
Ich kehre nie zurück: „Wenn sich auf’s Neu der Rasen kleidet“ (Z. Krasiński)
„Und hattest du mir nichts zu sagen?“ (Victor Hugo)
- Op.39 - 6 Pièces romantiques:

Idylle
Evocatie
Jeux de Flées
Ballade
Elégie orientale
Scène rustique
- Op.39 - 4 Pièces romantiques (Brussel: Schott Frères, 1905)

Ballade
Jeux de Fées
Elégie orientale
Scéne rustique
- Op.40 - Pianotrio (G-majeur)
- Op.41

- Suite romantique voor orkest
- Mazurek koncertowy (Mazurka de Concert) in D-majeur
- Op.42 - Fantasia voor twee piano's (of voor piano en orkest)
- Op.43 - Guillame le Taciture, Overture dramatique voor orkest
- Op.44 - 24 Études de mécanisme et de style pour Piano (vier delen)
- Op.45 - No.1: Rêverie (E-majeur)
- Op.46 - Valse-caprice (A-majeur)
- Op.47 - 6 Gesänge voor 2 stemmen met piano

Deel 1
1. „Wach auf, o Herz“
2. Omar der Khalif: „Einst hab’ ich die Kameele meines Vaters geweidet “
3. Die Spinnerin: „Rolle, liebe Spindel“
Deel 2
4. „Viel Vögel sind geflogen“
5. Mailied: „Wie herrlich leuchtet mir die Natur“
6. Wandrers Nachtlied: „Ueber allen Gipfeln ist Ruh’ “
- Op.48 - Polonaise No.4 (G-majeur; uitgegeven in 1892)
- Op.49 - Symfonie in D-majeur voor orkest (uitgegeven in 1890)
- Op.50 - 6 Lieder
- Op.51 - 4 Klavierstücke (4 Morceaux / Pièces)

Impromptu (A-majeur)
Etüde (C-majeur)
Tristesse (A-mineur)
Valse (F-majeur)
- Bibsys: 6044308
- Bibliothèque nationale de France: cb14471591m (data)
- Gemeinsame Normdatei: 117363855
- International Standard Name Identifier: 0000 0001 0904 5967
- Library of Congress Control Number: n85195150
- Nationale Bibliotheek van Letland: 000151657
- MusicBrainz: 902f8a7d-8372-4100-9565-868f4b9cebff
- Nationale Bibliotheek van Tsjechië: mzk2013784588
- Nationale Bibliotheek van Israël: 987007285257305171
- Nederlandse Thesaurus van Auteursnamen: 070054088
- Istituto Centrale per il Catalogo Unico: MUSV068799
- SNAC: w6kr04kz
- Système universitaire de documentation: 161105351
- Virtual International Authority File: 56835594
- WorldCat: E39PBJmTvQh4Tr6gFWwJvYj6Kd